# Військово-морські сили Франції
Французький флот (фр. Marine nationale, досл. «Національний флот»), неофіційно La Royale, це морський вид Збройних сил Франції та один з чотирьох родів військ Франції. Це один з найбільших і найпотужніших флотів у світі, що посідає сьоме місце за загальним тоннажем флоту та п'яте місце за кількістю суден. Французький флот є одним з восьми флотів, які в даний час експлуатують авіаносці з літальними апаратами з нерухомим крилом, з його флагманським кораблем «Шарль де Голль» є єдиним атомним авіаносцем за межами Військово-морських сил США, і одним із двох неамериканських кораблів, що використовують катапульти для запуску літаків.
Заснований у 17 столітті, французький флот є одним з найстаріших флотів, який досі перебуває на постійній службі, а його попередники сягають своїм корінням у Середньовіччя. Він брав участь у ключових подіях французької історії, включаючи Наполеонівські війни та обидві світові війни, і відігравав вирішальну роль у створенні та забезпеченні Французької колоніальної імперії протягом понад 400 років. Французький флот став першовідкривачем кількох інновацій у морських технологіях, включаючи перший паровий лінійний корабель, перший панцерник, перший підводний човен з механічним приводом, перший військовий корабель зі сталевим корпусом і перший панцерний крейсер.
Французький флот складається з шести основних компонентів: Морський бойових сил, підводних сил (FOST і ESNA), Французької морської авіації, морських стрільців (в тому числі морських коммандос), Марсельського морського пожежного батальйону і Морської жандармерії. Станом на 2021 рік Французький флот налічував 44,000 особового складу (37,000 військових і 7,000 цивільних), понад 180 кораблів, 200 літаків і шість підрозділів командос; станом на 2014 рік їхній резервний елемент налічував приблизно 48,000 осіб.
Будучи флотом відкритого моря, Французький флот здатен діяти в глобальному масштабі і проводити експедиційні місії, підтримуючи значну присутність за кордоном. Вони мають у своєму розпорядженні широкий спектр бойових кораблів, включаючи різні повітряно-морські сили, ударні підводні човни і підводні човни з балістичними ракетами, фрегати, патрульні катери і кораблі забезпечення, а авіаносець «Шарль де Голль» слугує центральним елементом для більшості експедиційних сил.

## Походження
Історія Французького флоту сягає своїм корінням середньовіччя і має три локуси еволюції:
- Середземне море, де Орден лицарів госпіталю святого Іоанна Єрусалимського мав власний Левантійський флот, головними портами якого були Фрежус, Марсель і Тулон. Орден, який був одночасно релігійним і військовим орденом, приймав на службу лицарів з родин французької знаті. Члени ордену, які виконували свою службу на морі, отримували звання лицарів-госпітальєрів, еліти, яка служила офіцерським корпусом. Орден був одним з родоначальників сучасних французьких морських шкіл, включаючи Французьку морську академію.
- Протока Манш вздовж Нормандії, яка з часів Вільгельма Завойовника завжди постачала здібних морських піхотинців і моряків зі своїх численних діючих морських портів.
- Атлантичний океан, де флот герцогства Бретань зрештою склав ядро королівського флоту Flotte du Ponant, який проєктував французьку морську міць через Атлантику та Америку.

## Назви та символи
Перший справжній Французький Королівський флот (фр. la Marine Royale) був створений у 1624 році кардиналом Рішельє, головним міністром короля Людовика XIII. Під час Французької революції Королівський морський флот (la Marine Royale) був офіційно перейменований на Національний морський флот (la Marine Nationale). За часів Першої Французької імперії та Другої Французької імперії флот називався Французьким Імперським флотом (la Marine impériale française). Однак інституційно флот ніколи не втрачав свого короткого звичного прізвиська "Королівський" (la Royale).
Початковим символом французького флоту був золотий якір, який, починаючи з 1830 року, був переплетений шкотом; цей символ був зображений на всіх суднах флоту, зброї та уніформі. Хоча символи якоря все ще використовуються на уніформі, новий логотип флоту був представлений у 1990 році за часів Начальника штабу флоту Бернара Лузо, із сучасним дизайном, який включає триколор - у вигляді флангу носової частини білого військового корабля з двома висхідними червоними і синіми пінами - і напис "Marine nationale".

## Історія

Історичний символ "Золотий якір"

### 17-е століття
Кардинал Рішельє особисто керував флотом до своєї смерті в 1643. Його наступником став його протеже Жан-Батист Кольбер, який запровадив перший кодекс правил французького флоту і заснував перші військово-морські верфі в Бресті і Тулоні. Кольбер і його син, маркіз де Сенеле, керували флотом протягом двадцяти дев'яти років.
Протягом цього століття Французький флот брав участь в англо-французькій війні (1627-1629), франко-іспанській війні (1635-1659), Другій англо-голландській війні, франко-голландській війні та Дев'ятирічній війні. Основні битви цих років включають битву при Августі, битву при Бічі-Гед, битви при Барфлері та Ла-Узі, битву при Лагосі та битву при Теселі.

### 18-е століття

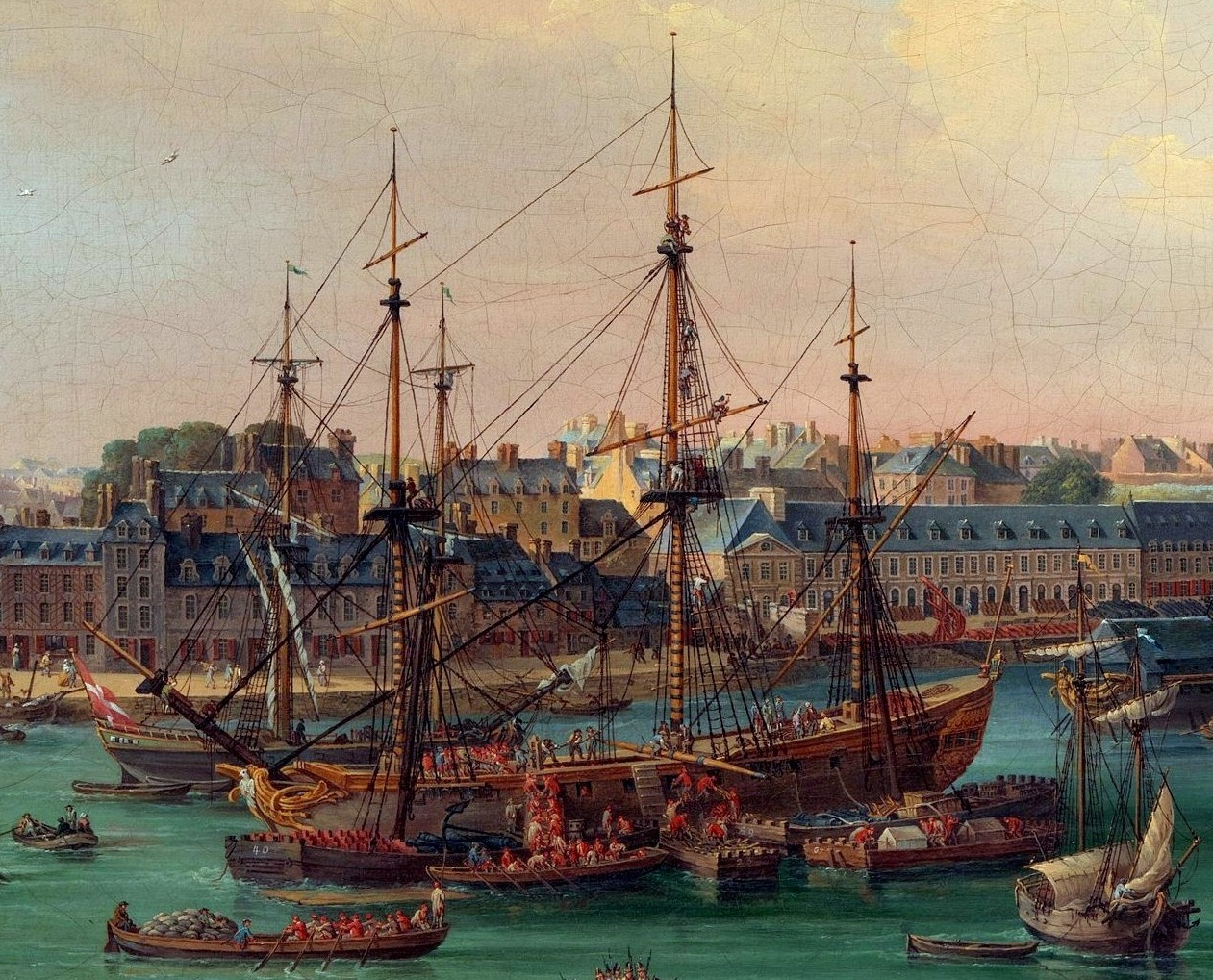
Озброєння фрегата у Бресті, 1773 рік

1700-ті роки розпочалися війною за іспанську спадщину, що тривала понад десять років, за якою послідувала війна за австрійську спадщину в 1740-х роках. Основні битви цих війн включають битву в затоці Віго і дві окремі битви біля мису Фіністерре в 1747 році. Однак найбільш виснажливим конфліктом для флоту стала Семирічна війна, в якій він був практично знищений. Серед найважливіших битв - битва при Кап-Франсе, битва в затоці Кіберон і ще одна битва біля мису Фіністерре.
Флот перегрупувався і перебудувався, і через 15 років він був готовий вступити в бій, коли Франція втрутилася в Американську революційну війну. Незважаючи на те, що французькі флоти скрізь переважали за чисельністю, вони утримували британців на відстані протягом багатьох років аж до перемоги. Після цього конфлікту і супутньої англо-французької війни (1778-1783) Французький флот вийшов на новий виток своєї історії. Основні битви цих років включають битву за Чесапік, битву біля мису Генрі, битву за Ґренаду, вторгнення на Домініку і три окремі битви при Ушанті.
Однак менш ніж за десять років Флот був знищений Французькою революцією, коли велику кількість офіцерів-ветеранів було звільнено або страчено за їхнє благородне походження. Тим не менш, Флот енергійно воював під час Французьких революційних воєн та Квазівійни. Серед значних битв - четверта битва при Ушанті (відома як "Славне перше червня"), битва при Груа, Атлантична кампанія травня 1794 року, французька експедиція до Ірландії, битва біля острова Торі та битва на Нілі.

### 19-е століття

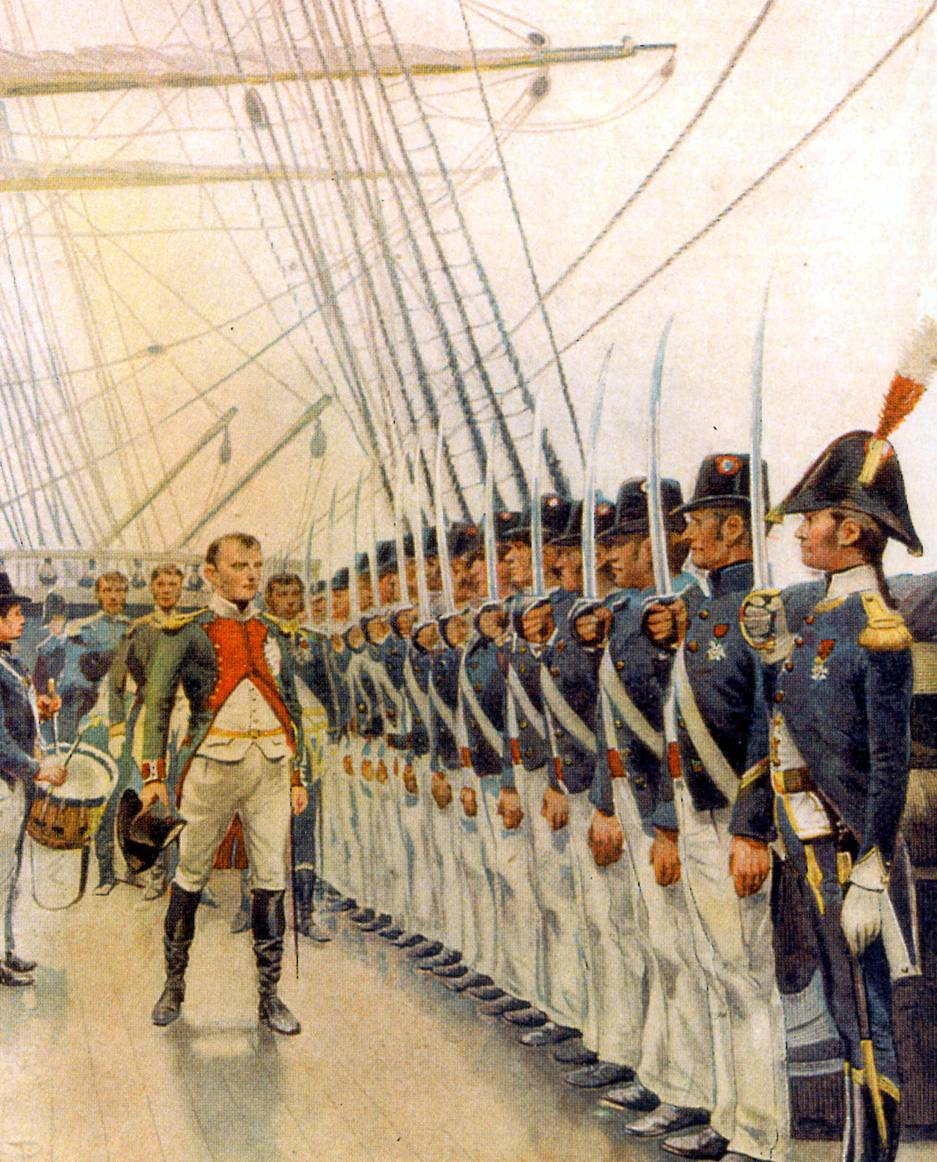
Наполеон інспектує флот Шербура у травні 1811 року (автор Ружерон і Віньєро)

На початку 1800-х років відбулися інші битви Революційних війн, зокрема битва за Мальтійський конвой та Альхесірасська кампанія. Квазі-війна завершилася боями одного корабля, в тому числі USS Constellation проти La Vengeance і USS Enterprise проти Flambeau.
Коли Наполеон був коронований імператором у 1804 році, він спробував відновити флот до рівня, який дозволив би йому реалізувати свій план вторгнення в Англію. Його мрії були розбиті Трафальгарською битвою 1805 року, де британці практично знищили об'єднаний франко-іспанський флот, що стало катастрофою, яка гарантувала британську морську перевагу впродовж усіх наполеонівських воєн. Тим не менш, флот не відступав: серед битв цього часу - Битва на Баскських дорогах, Битва при Гранд-Порті, Маврикійська кампанія 1809-1811 років та Битва при Ліссе.
Після падіння Наполеона в 1815 році довга епоха англо-французького суперництва на морях почала завершуватися, і флот став більше інструментом для розширення Французької колоніальної імперії. За короля Карла X флоти двох країн билися пліч-о-пліч у битві при Наваріно, і протягом решти століття вони загалом поводилися таким чином, що проклали шлях до англо-французькької угоди.
Карл X відправив великий флот для здійснення вторгнення в Алжир у 1830 році. Наступного року його наступник, Луї-Філіпп I, здійснив демонстрацію сили проти Португалії в битві на річці Тахо, а в 1838 році провів ще одну демонстрацію канонерської дипломатії, цього разу в Мексиці в битві при Веракрусі. Починаючи з 1845 року, п'ятирічна Англо-французька блокада Ріо-де-ла-Плати була накладена на Аргентину через торговельні права.
Імператор Наполеон III був сповнений рішучості проводити ще сильнішу зовнішню політику, ніж його попередники, і флот був задіяний у численних діях по всьому світу. Він приєднався до Кримської війни в 1854 році; основні дії флоту включають облогу Петропавловська і битву при Кінбурні. Флот брав активну участь у Кампанії Кохінхіна 1858 року, Другій опіумній війні в Китаї та французькій інтервенції в Мексиці. Він брав участь у Французькій кампанії проти Кореї та воював з Японією під час бомбардування Сімоносекі. У франко-прусській війні 1870 року флот встановив ефективну блокаду Німеччини, але події на суші розвивалися настільки швидко, що це було зайвим. Поодинокі сутички між французькими та німецькими кораблями відбувалися і на інших театрах, але війна закінчилася за лічені тижні.
Флот продовжував захищати колоніальну безпеку та експансію за часів Третьої Французької республіки. Під час китайсько-французької війни відбулися значні морські бойові дії, включаючи битву при Фучжоу, битву при Шипу та Пескадорську кампанію. У В'єтнамі флот допомагав вести Тонкінську кампанію, яка включала битву при Тхуан Ані, а пізніше брав участь у франко-сіамському конфлікті 1893 року.
Французький флот 19-го століття приніс багато нових технологій. Він очолив розвиток морської артилерії, винайшовши високоефективну гармату Паксана. У 1850 році Napoléon став першим в історії паровим лінійним кораблем, а дев'ять років по тому Gloire - першим морським броненосцем. У 1863 році флот спустив на воду Plongeur, перший у світі підводний човен, що рухався за допомогою механічної сили. У 1876 році Redoutable став першим в історії сталевим броненосцем. У 1887 році Dupuy de Lôme став першим у світі панцерним крейсером.
У другій половині століття французькі офіцери розробили так звану теорію Jeune École (молодої школи), яка наголошувала на використанні невеликих дешевих торпедних катерів для знищення дорогих лінкорів у поєднанні з торговими рейдерами далекого радіусу дії для нападу на торговий флот супротивника.

### 20-е століття

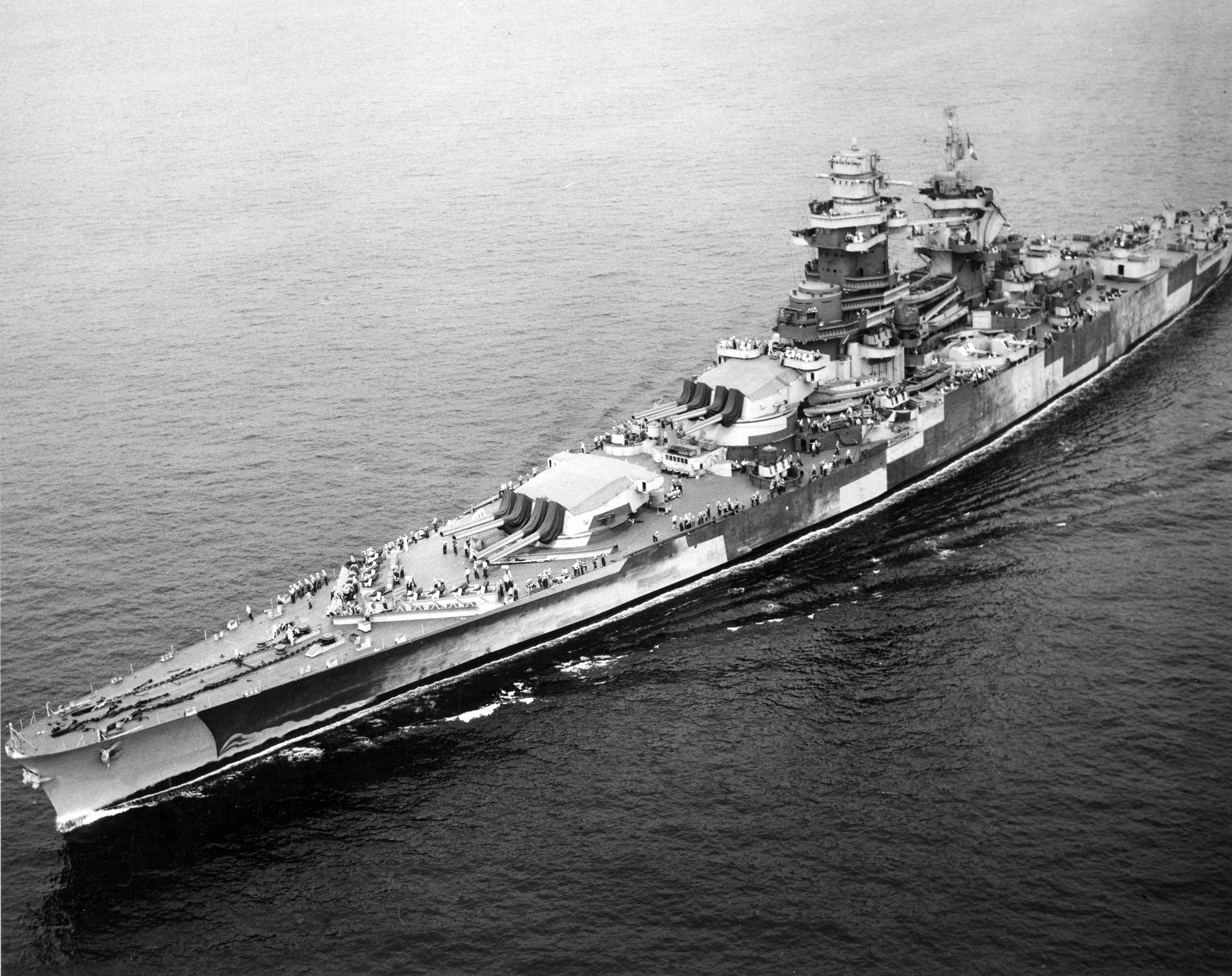
Лінкор Richelieu, 1943

Перший гідроплан, французький Fabre Hydravion, піднявся в повітря в 1910 році, а перший гідроавіаносець Foudre був охрещений наступного року. Незважаючи на ці інновації, загальний розвиток французького флоту сповільнився на початку 20-го століття, коли гонка морських озброєнь між Німеччиною та Великою Британією стала більш інтенсивною.
Французький флот вступив в Першу світову війну з відносно невеликою кількістю сучасних кораблів, і під час війни було побудовано лише невелику кількість військових кораблів, оскільки основні зусилля французів були зосереджені на суші. У той час як британці контролювали Північне море, французи утримували Середземне море, де вони в основному не випускали з уваги Австро-угорський флот. Найбільші операції Флоту були проведені під час Дарданелльської кампанії. У грудні 1916 року, під час Ноемвріанських подій, французькі військові кораблі також бомбардували Афіни, намагаючись змусити пронімецький уряд Греції змінити свою політику. Французький флот також відіграв важливу роль у протидії німецькій кампанії U-Boot, регулярно патрулюючи моря та супроводжуючи конвої.

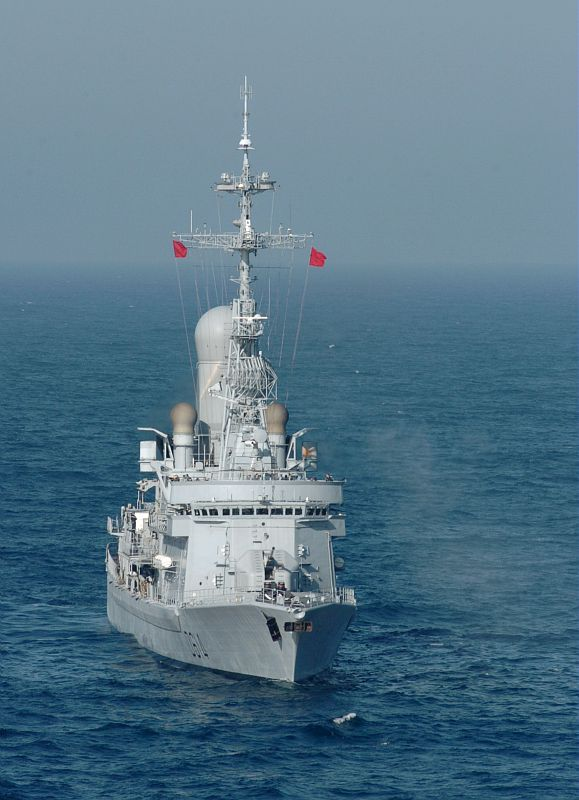
Фрегат типу «Кассар»

Між світовими війнами Французький флот значно модернізувався і розширився, навіть незважаючи на обмеження, встановлені Вашингтонським морським договором 1922 року. Серед нових поповнень були важкі і швидкі "супер-есмінці типу «Ле Фантаск», лінійні кораблі типу «Рішельє» і підводний човен Surcouf, що був найбільшим і найпотужнішим підводним човном свого часу.
Від початку Другої світової війни Флот був задіяний в низці операцій, беручи участь у битві за Атлантику, Норвезькій кампанії, евакуації з Дюнкерка і, короткочасно, в битві за Середземне море. Однак після падіння Франції в червні 1940 року Флот був зобов'язаний зберігати нейтралітет за умовами перемир'я, яке створило урізану державу Віші. По всьому світу близько 100  кораблів та їхніх екіпажів прислухалися до заклику генерала Шарля де Голля об'єднати зусилля з британцями, але основна частина флоту, включно з усіма його капітальними кораблями, перейшла на бік Французького флоту Віші (Marine de Vichy). Занепокоєні тим, що Німецький флот може якимось чином отримати контроль над кораблями, британці здійснили напад на Мерс-ель-Кебір, алжирське місто, де багато з них стояли в гавані. Цей інцидент отруїв англо-французькі відносини, призвів до репресій Віші і повномасштабної морської битви біля Касабланки в 1942 році, коли союзники вторглися у Французьку Північну Африку. Але конфронтація відійшла на другий план, як тільки німці окупували вішістську Францію. Головною метою окупантів були основні кораблі, але перш ніж їх вдалося захопити, вони були потоплені власними екіпажами. Кільком невеликим кораблям і підводним човнам вдалося вчасно врятуватися, і вони приєдналися до Морських сил де Голля, підрозділу Вільної Франції, який воював у складі Королівського флоту до кінця війни. На Тихоокеанському театрі судна Вільної Франції діяли до самої капітуляції Японії; Richelieu був присутній при підписанні Акта про капітуляцію Японії.
Пізніше Французький флот забезпечував вогневу підтримку і транспортування військ в Індокитайській війні, Алжирській війні, війні в Перській затоці і війні в Косово.
З 2000 року Флот надавав матеріально-технічну підтримку у війні в Афганістані (2001-2021), а також у глобальній війні проти тероризму. У 2011 році вони надавали допомогу в операції «Харматтан» в Лівії.

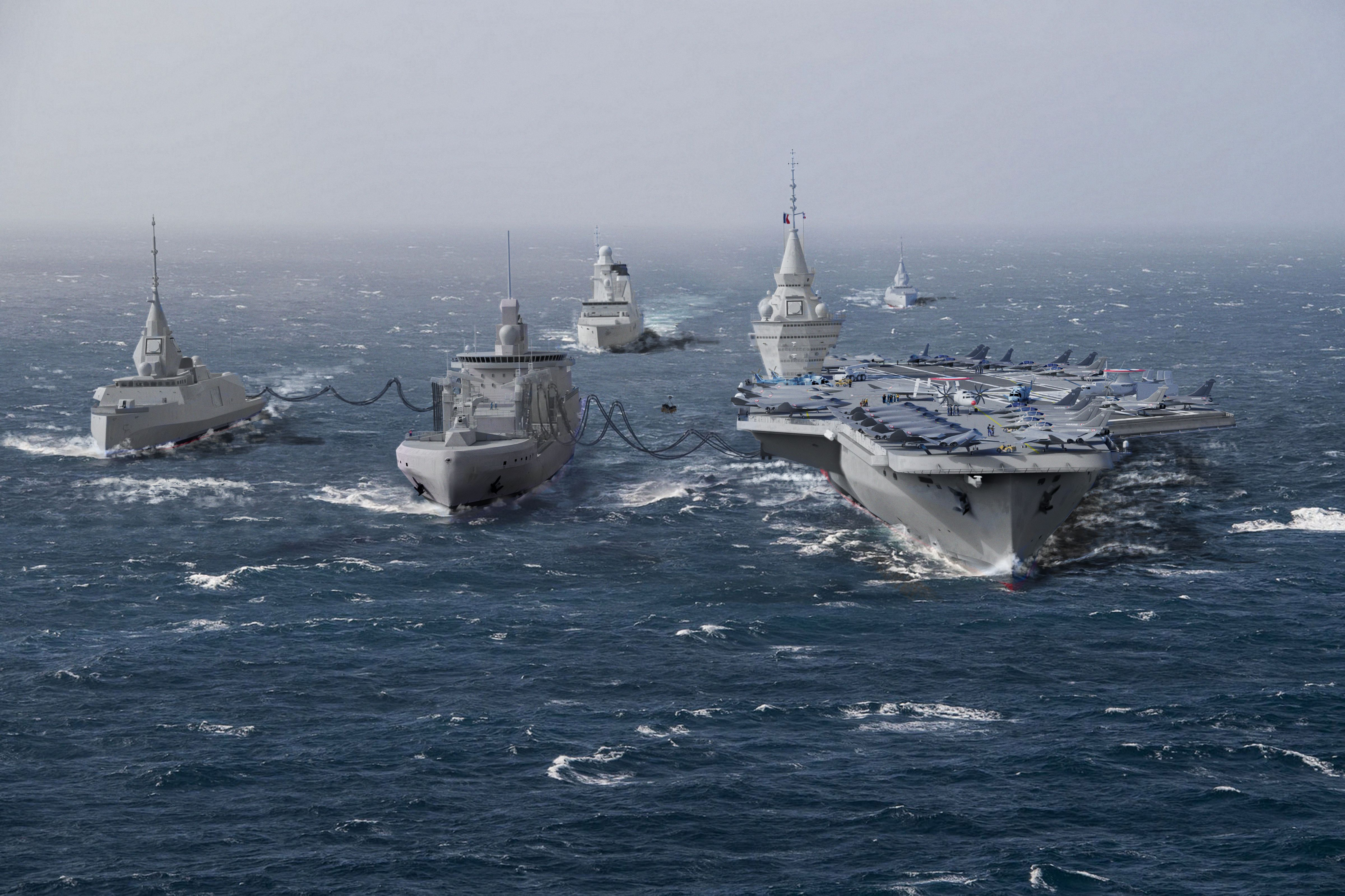
Французький Флот за планом на кінець 2030-х років: Bâtiment ravitailleur de forces (танкер флоту) проводить одночасне здійснення забезпечення за рахунок майбутнього французького авіаносця та фрегату оборони та інтервенції (Frégate de Défense et d'Intervention).

## Організація

Об'єкти Французького флоту на території метрополії Франції (станом на 2015 рік)

Начальником штабу флоту є віце-адмірал Арно де Тарле, і станом на 2014 рік активний персонал складав 36,776 військовослужбовців і 2,909 цивільних співробітників. Флот організований в чотири основних оперативних роди військ:
- Морські бойові сили (Force d'Action Navale) - надводний флот.
- Підводні сили (Forces sous-marines) - атомні підводні човни з балістичними ракетами та підводні човни флоту.
- Морська авіація (Aviation Navale) - авіація наземного і морського базування.
- Морські стрільці (Fusiliers marins) - сили охорони і піхота, включаючи сили спеціальних операцій флоту (Commandos Marine).

Крім того, Національна жандармерія Франції утримує морські сили патрульних катерів, які підпорядковуються оперативному командуванню Французького флоту:
- Морська жандармерія (Gendarmerie maritime) - берегова охорона Франції.

Протягом більшої частини холодної війни Флот складався з двох ескадр, що базувалися в Бресті і Тулоні, під командуванням ALESCLANT (фр. Amiral commandant l'escadre de l'Atlantique, досл. «командувач Атлантичного ескадрону») і ALESCMED (фр. Amiral commandant l'escadre de la Méditerranée, досл. «командувач Середземноморського ескадрону»), відповідно. З моменту реструктуризації під назвою Optimar '95 розпочатої після холодної війни, ці два компоненти були розділені на Морські бойові сили (під командуванням ALFAN) і Протичовнову групу (під командуванням ALGASM).

### Основні морські бази
Станом на 2014 рік найбільшою французькою морською базою є військовий порт Тулон. Іншими великими базами в метрополії Франції є Брестський арсенал та Île Longue в Атлантиці, а також морська база Шербур на Ла-Манші. Заморські французькі бази включають Форт-де-Франс і Деград-де-Канн в Америці; Порт-де-Гале та Дзаудзі в Індійському океані; і Нумеа і Папеете в Тихому океані. Крім того, флот має спільні або орендовані бази в інших країнах, таких як Абу-Дабі, Дакар і Джибуті.

## Оснащення

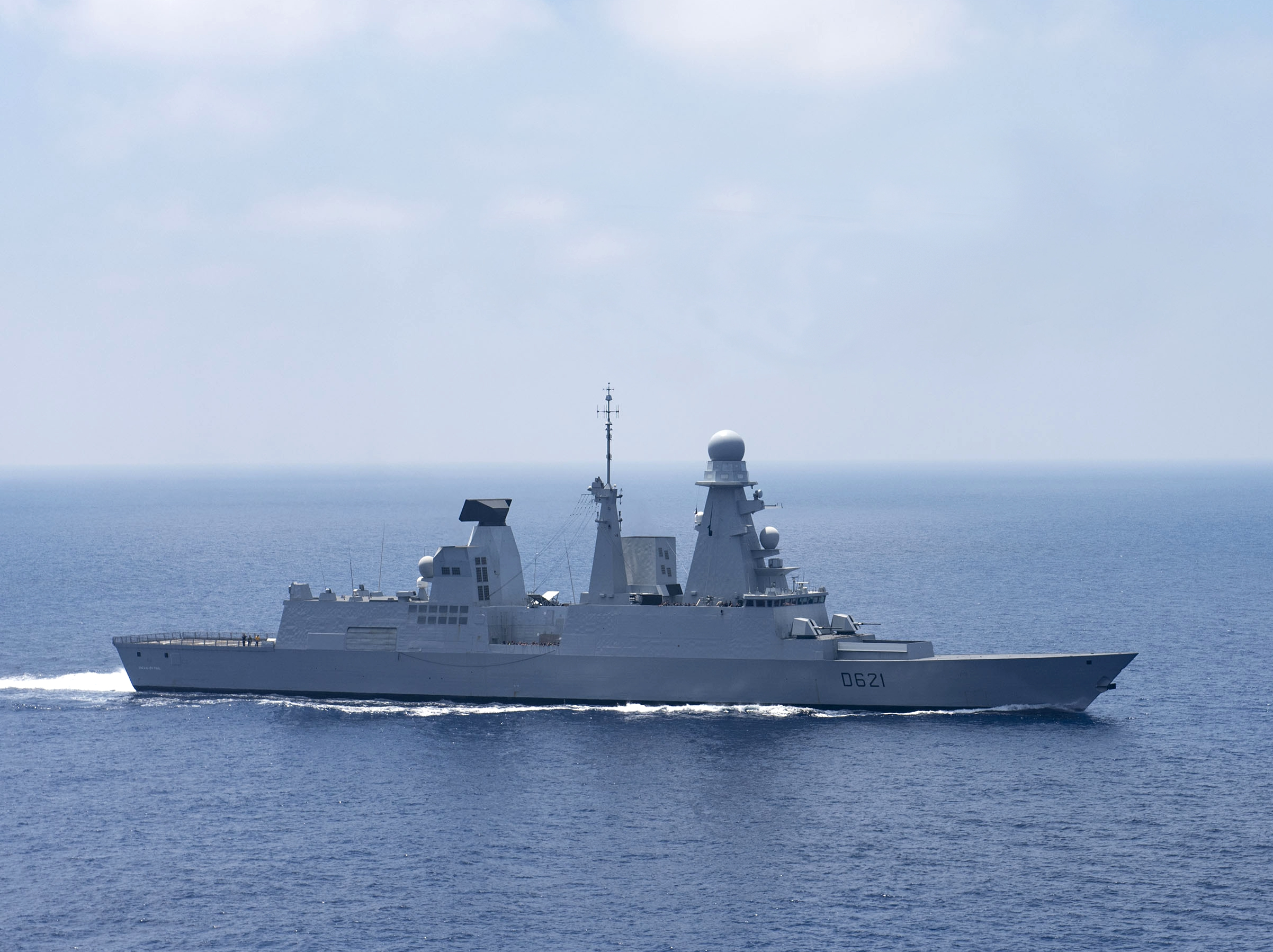
Фрегат типу «Орізон» «Шевальє Поль»

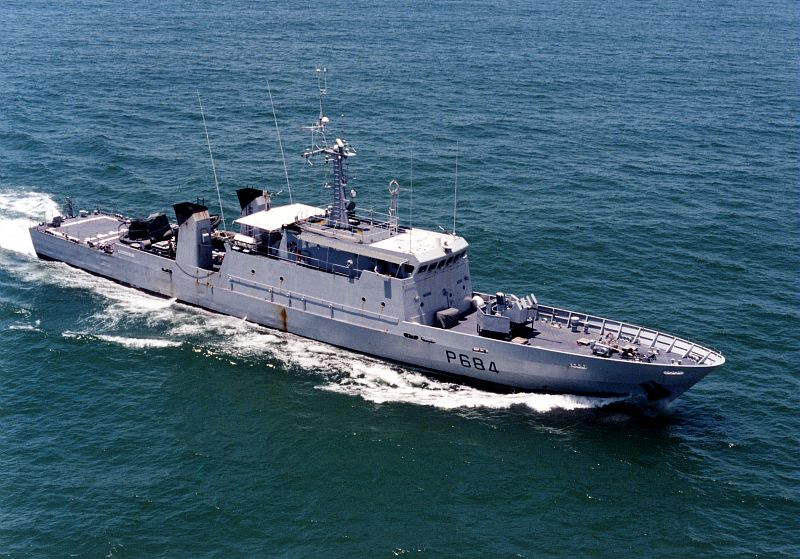
La Capricieuse

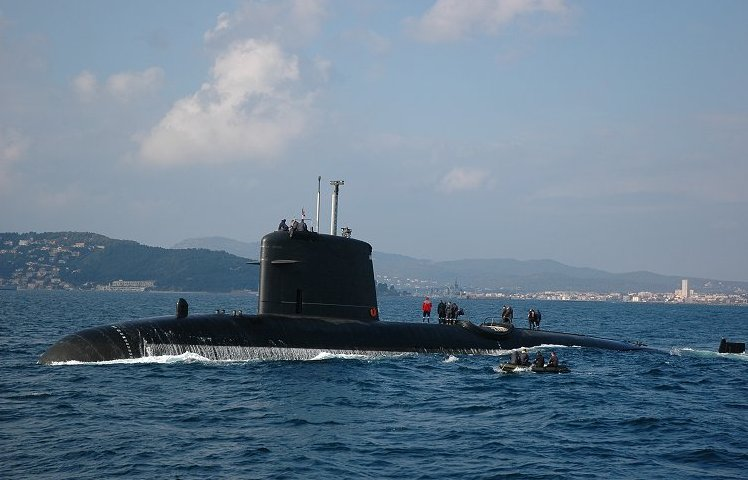
Підводний човен типу «Рубі» «Касаб'янка» в 2005 році

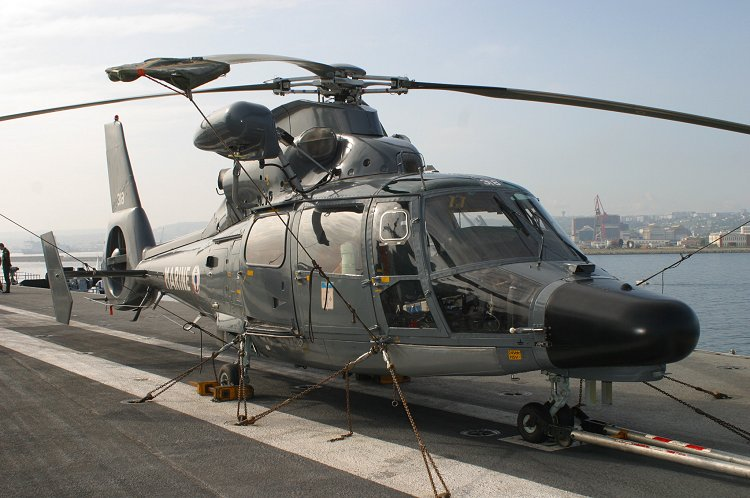
Гелікоптер AS365 F Dauphin Французького флоту

### Кораблі та підводні човни
Хоча французька морська доктрина передбачає наявність двох авіаносців, французи мають лише один - Charles de Gaulle. Спочатку заплановане замовлення на французький авіаносець PA 2 базувалося на проєкті британського авіаносця типу «Квін Елізабет», який нещодавно був побудований і спущений на воду для британського Королівських флоту. Проте реалізація французької програми кілька разів відкладалася з бюджетних причин, і в результаті пріоритет був наданий більш експортноспроможному проєкту FREMM. У квітні 2013 року було підтверджено, що проєкт другого авіаносця буде скасовано через скорочення оборонних витрат, оголошене в Білій книзі Франції з питань оборони і національної безпеки 2013 року.
Французький флот має три універсальні десантні кораблі, десять фрегатів протиповітряної і протичовновнової оборони, п'ять фрегатів загального призначення, а також шість підводних човнів флоту. Ці кораблі разом з авіаносцем Charles de Gaulle складають головну океанську бойову силу Французького флоту, а чотири підводні човни з балістичними ракетами (ПЧАРБ), що входять до складу Стратегічних океанських сил флоту, є основою французьких сил ядерного стримування.
Крім того, Французький флот має шість легких розвідувальних фрегатів і, станом на 2020 рік, шість авізо (спочатку легкі корвети, які зараз перекваліфіковані в патрульні кораблі). Вони виконують завдання з морського патрулювання, захисту французьких морських баз і територіальних вод, а також можуть забезпечувати ескортне супроводження будь-якої оперативної групи, що діє в океані. Флот також має у своєму розпорядженні флотилію з морських і прибережних патрульних кораблів, протимінних суден, а також допоміжних кораблів і суден забезпечення.

### Авіація
Морська авіація Франції офіційно відома під назвою Aéronautique navale і була створена 19 червня 1998 року в результаті злиття ескадрилій морської патрульної авіації і ескадрильї авіаносців. Вона налічує близько 6,800 цивільних і військових осіб, які базуються на чотирьох авіабазах у метрополії Франції. Aéronavale була модернізована за допомогою 40 винищувачів Rafale, які діють з авіаносця Charles de Gaulle.

## Загальний склад та завдання
ВМС Франції складаються з 4 компонентів: Сили військово-морських операцій (фр. Force d'Action Navale), підводні сили (фр. Forces Sous-marines), авіація ВМС (фр. Aeronavale) та морських фузилерів (фр. Fusiliers Marins) (у тому числі морських командос (фр. Commandos de Marine).
Організаційно ВМС Франції включають: стратегічне морське командування; чотири командування родів сил (надводних сил, підводних сил, авіації ВМС, сил спеціальних операцій); п'ять оперативних командувань (на Атлантиці, на Середземному морі, в зоні протоки Ла-Манш—"Шербур", в зоні Індійського океану, в зоні Тихого океану); шість військово-морських компонентів командувань поза метрополією (в південній частині Індійського океану, у Французькій Полінезії, в Новій Каледонії, на Антильських островах, в Гвіані, в районі островів Зеленого Мису); два військово-морських округи (Атлантичний, Середземноморський); Шербурзький військово-морський район; п'ять центральних управлінь (кадрів, зв'язку та інформаційних систем, комісаріатів (інтендантське), інфраструктури, служби забезпечення флоту); гідро- і океанографічну службу; чотири інспекції — флоту і резерву ВМС, комісаріатів, інфраструктури, медичної служби ВМС.
Для активних дій у відкритому морі та успішного вирішення всіх завдань, військово-морський флот Франції має у своєму складі значну кількість військових кораблів, у тому числі багатоцільовий атомний авіаносець, атомні підводні човни з балістичними ракетами, універсальні десантні кораблі, фрегати, десантні і мінно-тральні кораблі, патрульні катери і чимало допоміжних військових суден. Флот має також у своєму розпорядженні професійно підготовлені сили спеціального призначення (в тому числі розвідувально-диверсійні підрозділи бойових плавців), а також добре оснащену авіацію ВМС, на озброєнні якої перебувають сучасні бойові літаки і вертольоти палубного і наземного базування. Усі компоненти флоту досить збалансовані, і мають практичний досвід взаємодії з флотами інших європейських країн на спільних навчаннях і в операціях з врегулювання збройних конфліктів.
Загальне керівництво військово-морськими силами здійснює міністр оборони, а безпосереднє — начальник штабу ВМС (командувач), адміністративно підпорядкований начальнику штабу збройних сил. При міністерстві оборони мається Вища рада ВМС, яка є консультативним органом з питань будівництва та бойового застосування морської авіації і сил флоту, призначення на вищі посади і присвоєння адміральських звань. Штаб ВМС як орган оперативного управління займається розробкою планів ведення війни на морі і перспективних програм розвитку ВМС, організацією оперативної та бойової підготовки, а також тилового забезпечення частин і кораблів, бере участь у підготовці проєкту бюджету.

## Знаки розрізнення

### Адмірали і офіцери
| Категорії | Адмірали         | Адмірали              | Адмірали                     | Адмірали     | Адмірали      | Старші офіцери                       | Старші офіцери                    | Старші офіцери                     | Молодші офіцери                      | Молодші офіцери                     | Молодші офіцери                     | Молодші офіцери  | Молодші офіцери      |
| --------- | ---------------- | --------------------- | ---------------------------- | ------------ | ------------- | ------------------------------------ | --------------------------------- | ---------------------------------- | ------------------------------------ | ----------------------------------- | ----------------------------------- | ---------------- | -------------------- |
|           |                  |                       |                              |              |               |                                      |                                   |                                    |                                      |                                     |                                     |                  |                      |
| Звання    | Amiral de France | Amiral                | Vice-amiral d'escadre        | Vice-amiral  | Contre-amiral | Capitaine de vaisseau                | Capitaine de frégate              | Capitaine de corvette              | Lieutenant de vaisseau               | Enseigne de vaisseau de 1ère classe | Enseigne de vaisseau de 2ème classe | Aspirant         | Élève-officier       |
| Значення  | Адмірал Франції  | адмірал/адмірал флоту | віце-адмірал ескадри/адмірал | віце-адмірал | контр-адмірал | лінійний капітан/ капітан 1-го рангу | капітан фрегата/ капітан II рангу | капітан корвета/ капітан III рангу | лінійний лейтенант/капітан-лейтенант | лінійний енсін 1-го рангу           | лінійний енсін 2-го рангу           | аспірант/ мічман | офіцерський кандидат |

### Старшини і матроси
| Категорії | Підофіцери      | Старшини         | Старшини        | Старшини | Старшини       | Матроси                            | Матроси                            | Матроси                | Матроси               |
| --------- | --------------- | ---------------- | --------------- | -------- | -------------- | ---------------------------------- | ---------------------------------- | ---------------------- | --------------------- |
|           |                 |                  |                 |          |                |                                    |                                    |                        |                       |
| Звання    | Major           | Maître principal | Premier maître  | Maître   | Second maître  | Quartier-maître de première classe | Quartier-maître de deuxième classe | Matelot de 1ere classe | Matelot de 1re classe |
| Значення  | мейджер/ мічман | головний майстер | прем'єр-майстер | майстер  | другий майстер | квартирмейстер 1-го рангу          | квартирмейстер 2-го рангу          | матрос 1-го рангу      | матрос 2-го рангу     |